# Карпіньяно-Салентино
Карпіньяно-Салентино (італ. Carpignano Salentino, сиц. Carpignanu) — муніципалітет в Італії, у регіоні Апулія,  провінція Лечче.
Карпіньяно-Салентино розташоване на відстані близько 530 км на схід від Рима, 165 км на південний схід від Барі, 23 км на південний схід від Лечче.
Населення — 3835 осіб (2014).

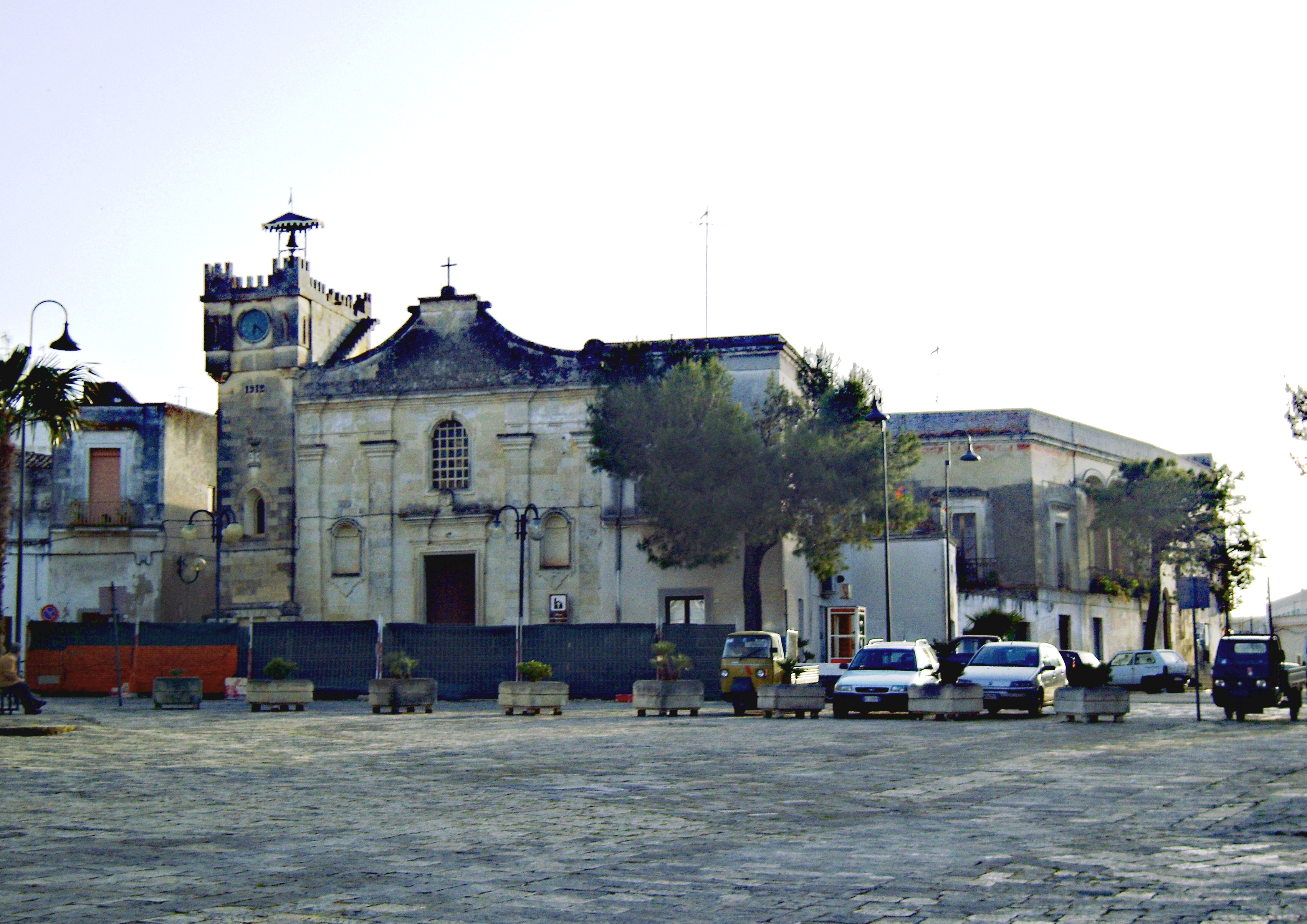

Щорічний фестиваль відбувається 2-3 липня. Покровитель — Sant'Antonio.

## Демографія
Населення за роками:

Станом на 1 січня 2023 року в муніципалітеті офіційно проживало 86 іноземців з 27 країн, серед них 38 громадян країн Євросоюзу.

## Сусідні муніципалітети
- Калімера
- Канноле
- Кастриньяно-де'-Гречі
- Мартано
- Мелендуньо
- Отранто